# Vizcayai-öböl

Vizcayai-öböl és a Kelta-tenger térképe

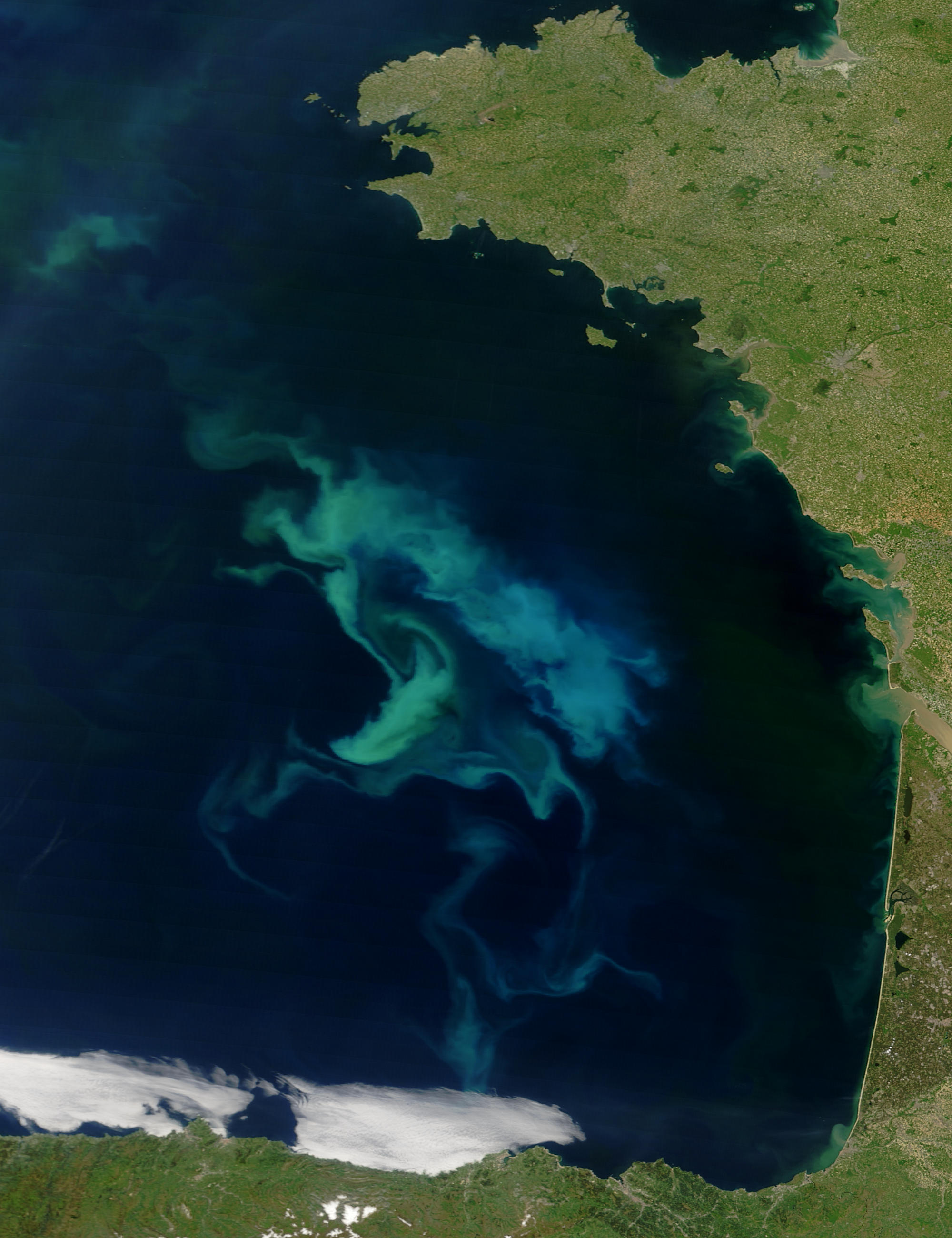
Műholdas felvétel az öbölről

A Vizcayai-öböl Franciaország nyugati és Spanyolország északi partja mentén elterülő öböl, mely az Atlanti-óceán részét képezi. A kontinentális talapzat mélyen behatol alá, élővilága gazdag, a cetek megfigyelésére igen kedvező hely Európában. Téli időszakban gyakran jönnek létre az öböl felett hatalmas viharok, melyek sok áldozatot követeltek az évszázadok során. Átlagos mélysége 1744 méter, legmélyebb pontján eléri a 2789 métert.

## Fontosabb beleömlő folyók
- Vilaine (Franciaország)
- Loire (Franciaország)
- Garonne (Franciaország)
- Adour (Franciaország)

## Fontosabb partmenti városok
Franciaország:
- Brest
- Nantes
- La Rochelle
- Bordeaux
- Bayonne

Spanyolország:
- Donostia-San Sebastián
- Bilbao
- Santander
- Gijón